# チリスペイン語
チリスペイン語（スペイン語: español chileno または castellano de Chile）は、チリで最も多く話されているスペイン語の言語変種である。一方で現在でも標準スペイン語とチリスペイン語には、互いに分かりやすい独特の発音・文法・語彙や俗語の用法がある。
スペイン語話者は、チリ人はとても早口で「単語を混同して」話すとよく言う。ネイティブ・スピーカーではないスペイン語学力がある人間には、チリスペイン語を聞いても耳を鍛えていない限り理解することは難しいと感じると思われる。

## 語彙
チリのスペイン語には、非常に多くの独特な俗語や語彙があります。独特なチリの俗語の例としては、al tiro (すぐに)、gallo/a (男/女)、fome (退屈)、pololear (恋人として出かける)、pololo/polola (恋人) などがあります 、pelambre (うわさ話)、pito (マリファナタバコ、つまりジョイント)、 poto (お尻)、キルトロ（雑種）とチョンバ（編みセーター）、wea [ we.'a] (物; 対象物や状況に対して使用可能)。チリのスペイン語でよく使われる別の俗語表現は poh で、po' とも綴られ、考えを強調する言葉で、pues の単音化および有気音化したものです。さらに、チリのスペイン語のいくつかの単語は、近隣のアメリカインディアン言語から借用されています。
- weón [we'on] - 男/友達またはバカ
- abacanao - おこがましい
- agarrar (con alguien) - キスする（他人に）
- agarrarse - 喧嘩をする
- al tiro - 直ちに
- apretao - けちな
- arrastre - 他人に影響力を持つこと
- avisparse - 実現する
- bacán - 素晴らしい
- cachar - 理解するために
- caleta - たくさん
- cana -牢屋 jail
- chanchada -不誠実な行為/豚のように食べる
- completo - ホットドッグ
- chupar - アルコールを飲む
- echar la foca （文字通り、封印/息を投げる） - 誰かに厳しく話しかけたり、不承認や失望を表明したりすること
- emputecer - 怒る
- engrupir - 誰かを騙したり影響を与えたりする
- fome - つまらない
- garúa - 霧雨
- hacer perro muerto （文字通り、死んだ犬をやる） - 食事をして急いで出かける、またはそれに似たことをする
- pesao - 意味
- sapear - スパイまたは盗聴